# Product information management
Product information management（プロダクト インフォメーション マネージメント）は、日本語では商品情報マネジメントもしくは商品情報管理と言われる、商品情報を集約して管理することに焦点を当てたプロセスや技術を指す。PIMと略される
PIMはMDM（master data management）の中で特に商品情報にフォーカスしたものであり、企業内に散在する商品情報を一元管理することで、商品情報を必要とする様々なメディアやシステム（Webサイト／印刷物／ERPシステム／業界VAN等）に正確且つ一貫性のある情報を、高い鮮度を保った状態で供給することを目的としている。

## 背景と意義
今日、企業が商品情報を展開するチャネルは多岐に渡っている（例えばWeb サイト／印刷物／業界VAN／コールセンター等）。しかしながら多くの企業では、商品情報は商品マスタやERP、PLM、スプレッドシートや個人のPCの中といった具合に散在しており、且つそれらは様々なフォーマットやハードコピーのみで保存されている。このことが企業内の商品情報流通における目詰まりを発生させ、円滑な顧客コミュニケーションを阻害する要因となっている。
PIMは企業内に散在する商品情報を一元管理し、情報を活用するユーザが必要とする質／量／タイミングで供給する。これにより円滑な顧客コミュニケーションを実現することで、潜在的にロスしていたビジネス機会を顕在化し、企業の収益拡大に貢献する。

## PIMソリューションの市場性
PIMはまだ若い市場で、2004年の後半に市場のアナリストとメディアがこのソリューションについて言及し始めたことでより広い注目を集めるようになった。
PIMは幅広い業界／業種で必要とされるソリューションであるが、特に以下のような要件を満たす企業においてその効果を発揮する。
- 多種多様なブランド／商品展開をしている
- ワールドワイドで事業展開をしている
- 代理店販売チャネルによるセールスを行っている
- 大量の販促ツールを制作している
- 最近CRMを導入した（＝レコメンデーションを検討している）
- M&A等により、不均一なITインフラを抱えている（統合する必要性がある）

PIMが最も必要となるのは、多くの利用者が最新の情報を常に共有し、大規模な情報連携（グローバルな規模でのデータ共有等）をサポートする必要がある場合である。このような場合、より効果的な商品情報の統合やプロセスの再構成は戦略的なビジネスの成功において必要不可欠となる。例えば企業が新たに５つの国にカタログの出版を拡大しようとする場合、PIMによる制作業務フローの再構成なくしては困難であると言える。

## 類義語や関連用語
PIMという言葉は最近使われるようになった言葉で、他の分野に多くの類似した用語が存在する。
PDM (Product data management) はエンジニアリングデータ管理（EDM）のコンセプトから来ており、製品開発データの効率的な管理や製造工程の管理システムを表す。
PRM (Product resource management) はいくつかのソフトウエアプロバイダによって使用されている言葉で、Product Content Management と同様にPIM (Product Information Management) の同義語である。主にイギリスやフランスで使用される。
PLM（Product lifecycle management）は特定のITではなく、商品のライフサイクルを通して企業の利益を最大化する為の、経営戦略的な取り組みに関連した用語である。その目的は時間を追う毎に生成された製品データの収集と分析で、プロダクト・ライフ・サイクルを最適化することである。
MAM（Media asset management）は、メタ情報と同様にイメージやグラフィックス、プレゼンテーション等非構造化されたマルチメディアオブジェクトの管理を示す。この用語は主としてメディアビジネスに使用される。
CMP（Cross media publishing）は印刷や広告業界から発生した言葉で、相補的な関係にある複数のメディアを統合的に使用するところを目的とする。また、異なったメディア内のテキストや画像／グラフィックス等、個々の構造要素を繰り返し使用する方法を提供する。

## エンタープライズコンテンツ管理との関連
エンタープライズコンテンツ管理は、電子コンテンツを収集/保存/格納/供する際に使用される技術/メソッド/ツールを包含する用語である。これらは4つの異なった領域に区別できる。
文書管理システム (DMS) は格納の為に使用され、PDMは部品ダイヤグラムやリストのようなアプリケーションの為の構造化された、技術的なデータの管理に関係する。
コンテンツ管理システム (CMS) はより商業的目的を持ち、非構造的である文書等のコンテンツを管理することでナレッジ・マネジメントや情報提供のフレームワークを供給する。
PIMシステムは構造化データを管理する場合に使用され、オンラインショップからカタログ印刷/電子カタログまで、どのような種類の販売チャネルへも供給する為のデータを扱う。

## 日本における主なPIM製品
- HANABI Data（エルテックス）
- axer（アクサー）（大伸社ディライト）外部リンク
- Contentserv PIM （Contentserv）
- InfoSphere Master Data Management Server for Product Information Management（日本IBM）
- Pimlus（あかがね）
- Pro-V（大日本印刷）
- SAP NetWeaver MDM（SAPジャパン）
- Oracle Product Hub（日本オラクル）
- 1WorldSync PIM (1WorldSync Japan)
- STEP Trailblazer (Stibo Systems)

## 日本国内のPIMコンサルタント
- 辻田和雄（ライブアートブックス）外部リンク
- 北國友一（大伸社ディライト）外部リンク
- 郷原鉄也（大伸社ディライト）外部リンク